# 11. Fallschirmjäger-Division
La 11. Fallschirmjäger-Division (11e division parachutiste) est une des divisions de parachutistes (Fallschirmjäger) de l'armée allemande (Wehrmacht) dans la Luftwaffe durant la Seconde Guerre mondiale.

## Historique
La division est formée dans la région de Linz en mars 1945. La formation devait être complétée le 1er mai 1945, mais a été annulée le 8 avril 1945. Le recrutement des troupes dans la région de Linz a apparemment continué, en dépit de l'annulation. Le 11 avril 1945, l'Oberst Walter Gericke arrive à Linz, et le 20 avril 1945, 1 100 hommes sont présents, dont 650 à Hörsching et 2 700 à Gardelegen. Ces troupes ne pourront pas être transférées à Linz, en raison de la situation de guerre.
Les unités suivantes ont été sollicitées pour fournir des troupes pour les nouvelles 10. et 11. Fallschirm-Jäger-Divisionen :
- 4 000 hommes des Luftkriegsschulen 4, 7, 10 et 11 (cependant, le LKS 7 est resté à Tulln) ;
- 1 200 hommes des Flugzeugführerschulen A5, A14, A23, A25 et A115 ;
- 2 400 hommes du JG 101 ;
- Les armes lourdes de la 715. Infanterie-Division ;
- 4 000 hommes devait provenir de la 14. Waffen-Grenadier-Division der SS Galizien, mais cela a été annulé.

## Commandement
| Début     | Fin        | Grade  | Nom            |
| --------- | ---------- | ------ | -------------- |
| Mars 1945 | Avril 1945 | Oberst | Walter Gericke |

## Chef d'état-major
| Début     | Fin      | Grade    | Nom    |
| --------- | -------- | -------- | ------ |
| Mars 1945 | Mai 1945 | Leutnant | Marker |

## Composition
Avril 1945
- Fallschirm-Jäger-Regiment 37
- Fallschirm-Jäger-Regiment 38
- Fallschirm-Jäger-Regiment 39
- Fallschirm-Panzer-Jäger-Abteilung 11
- Fallschirm-Artillerie-Regiment 11
- Fallschirm-Pionier-Bataillon 11
- Fallschirm-Luftnachrichten-Abteilung 11
- Fallschirm-Sanitäts-Abteilung 11
- Kommandeur der Fallschirm-Jäger-Division Nachschubtruppen 11